# Bezirkshaus Slaný

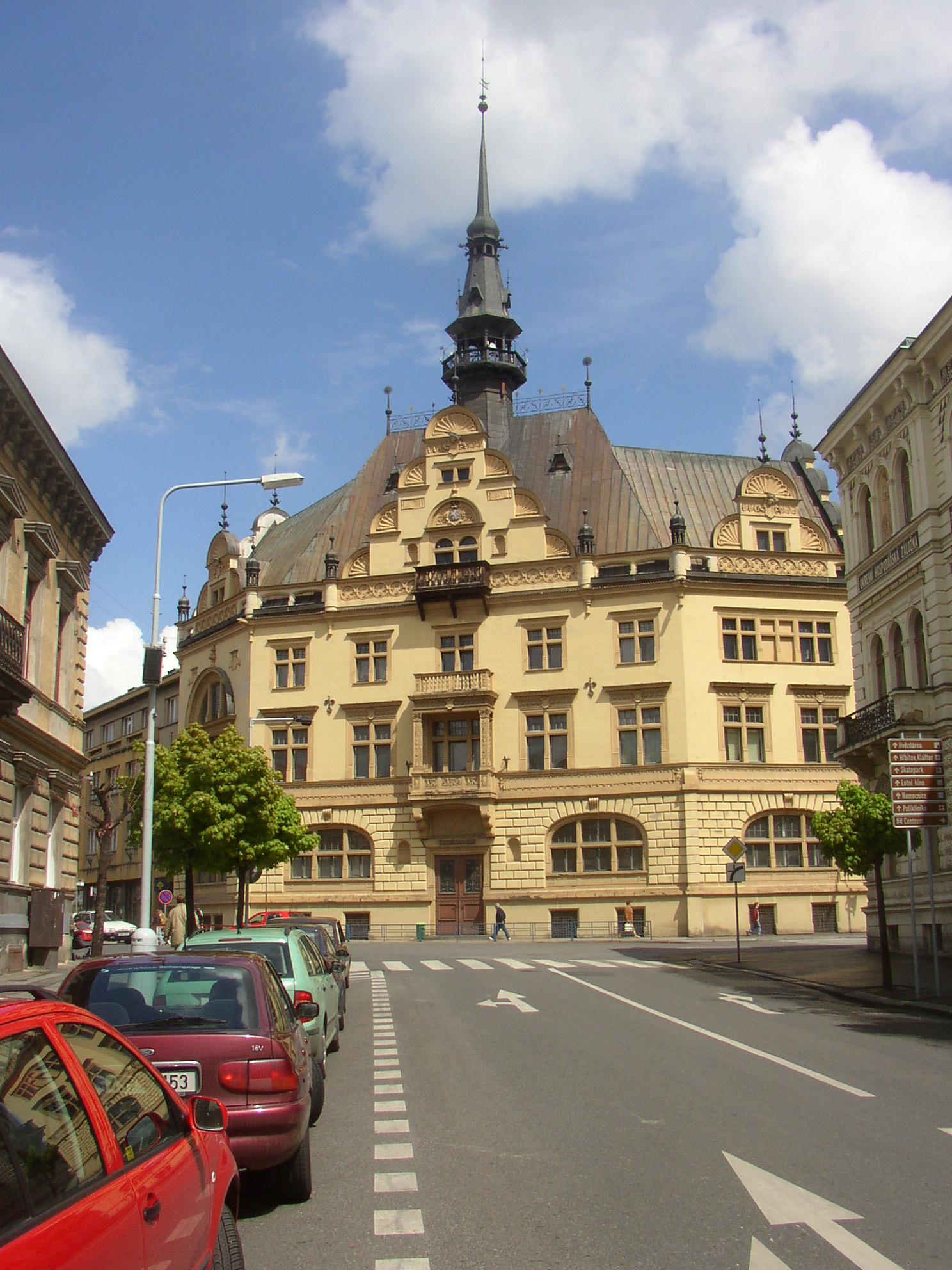
Bezirkshaus in Slaný

Das Bezirkshaus in Slaný (deutsch Schlan), einer Stadt im Středočeský kraj (Mittelböhmische Region) in Tschechien, wurde 1902 erbaut. Das Gebäude an der Straße Dr. E. Beneše Nr. 644/645, das ursprünglich für die Bezirksverwaltung errichtet wurde, ist seit 1988 ein geschütztes Kulturdenkmal.

## Beschreibung
Das Werk des Architekten Jan Vejrych und des Baumeisters Václav Havránek aus Slaný ist im Stil der Neorenaissance erbaut. In der Hauptachse über den Balkonen ist ein Kreisbogengiebel und ein hoher Dachreiter vorhanden. Das bossierte Erdgeschoss wird von Segmentbogenfenstern durchbrochen.  